# Садки (Калузька область)
Садки (рос. Садки) — присілок в Перемишльському районі Калузької області Російської Федерації.
Населення становить 26 осіб. Входить до складу муніципального утворення Село Борищево.

## Історія
Від 2004 року входить до складу муніципального утворення Село Борищево

## Населення
| 2002 | 2010 |
| ---- | ---- |
| 39   | ↘26  |